# Euphorbia lioui
Euphorbia lioui är en törelväxtart som beskrevs av Cheng Yih Wu och S.J.Ma. Euphorbia lioui ingår i släktet törlar, och familjen törelväxter. Inga underarter finns listade i Catalogue of Life.